# Breška vas
Breška vas – wieś w Słowenii, w gminie Šentjernej. W 2018 roku liczyła 22 mieszkańców.